# WV23
Ngôi mộ WV23 nằm ở cuối của Thung lũng Tây, thuộc Thung lũng của các vị Vua, ngày nay gần thành phố Luxor là nơi an nghỉ của vị Pharaon Ay của Vương triều 18.

Phát hiện bởi nhà khảo cổ học người Ý, Giovanni Belzoni trong mùa Đông năm 1816. Cấu trúc của nó tương tự như là ngôi mộ của Akhenaten, với một con đường trục thẳng không xuyên suốt, dẫn xuống hành lang, dẫn đến một "vâng phòng" mà không có đường trục. Con đường này dẫn đến các phòng chôn cất mà hiện nay có chứa quan tài. Nó đã được tìm thấy ở tình trạng bị đập tan thành nhiều mảnh. Ngôi mộ cũng bị làm ô uế trong lịch sử với nhiều miêu tả về Ay như ảnh hoặc tên bị xóa khỏi những bức tranh tường của ngôi mộ.

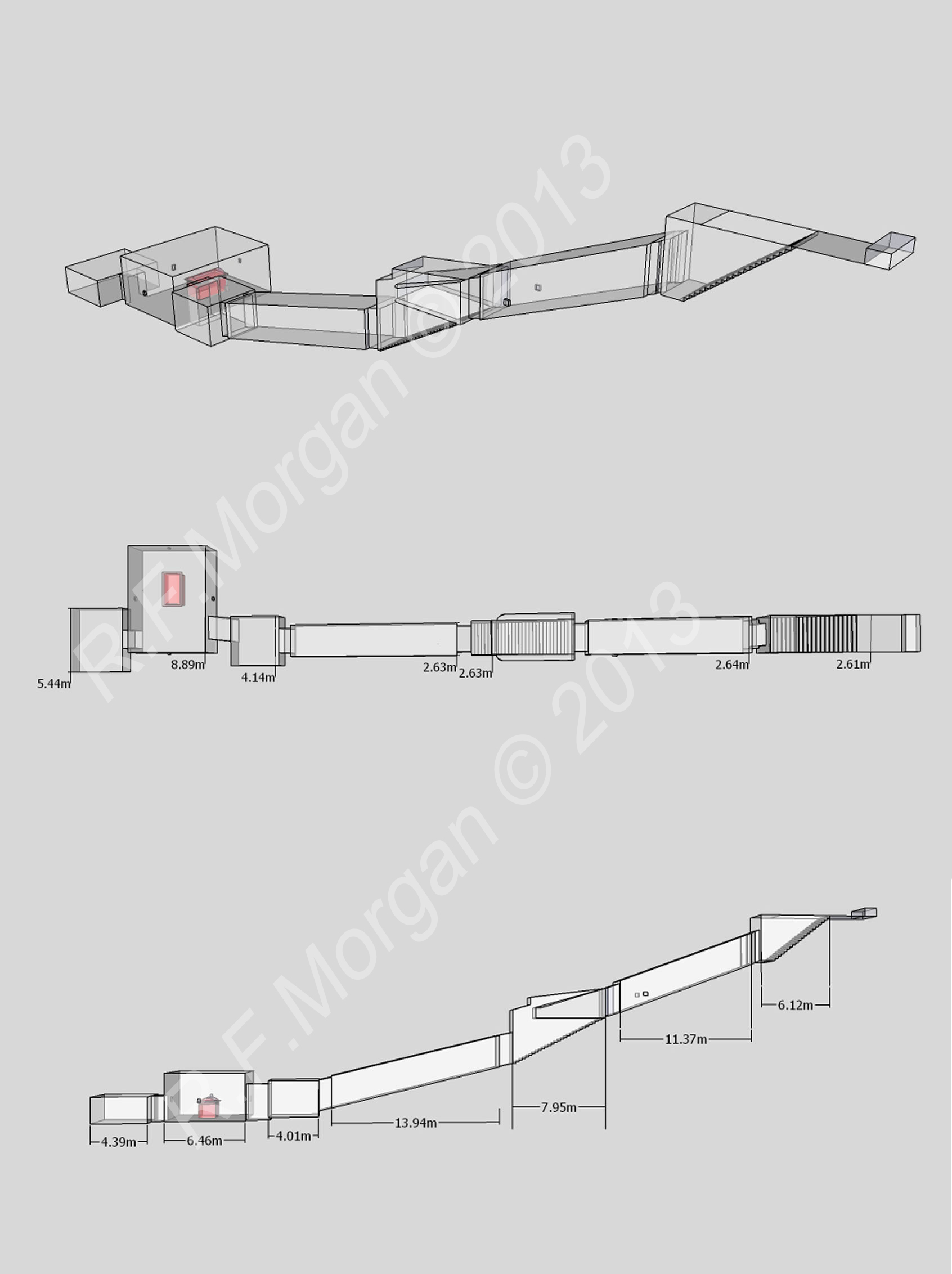
Hình ảnh của WV23 lấy từ một mô hình 3d

Cách trang trí cũng tương tự như ở ngôi mộ của Tutankhamun (KV62), nhưng có một vài sự khác biệt. Trên tường phía Đông đó là một bức họa tiết mô tả của một người đang câu cá và vật bẩy chưa từng thấy ở nơi khác trong các ngôi mộ Hoàng gia. Ngôi mộ cũng được trang trí bằng bức tranh cảnh của một con hà mã săn.

Nhận xét của Wilkinson:
| “ | .. contains a broken sarcophagus and some bad fresco painting of peculiarly short and graceless proportions. | ” |

J. G. Wilkinson.